# Jun Komura Trullenque
Jun Komura Trullenque (japonès: 小村潤)  (Barcelona, 2002) és un escriptor i llibreter català d'ascendència japonesa.

## Trajectòria
De pare japonès i mare catalana, també té avantpassats andalusos. Va estudiar la primària a l'Escola Infant Jesús. Des dels 16 anys treballa com a llibreter, primer a la llibreria Nollegiu del Clot i més tard a la Llibreria Ona. En la joventut, va decidir estudiar Filologia Catalana a la Universitat de Barcelona. Interessat pels seus orígens, va immergir-se en la cultura japonesa unint-se a un club de haiku a Barcelona, gràcies al qual va descobrir el seu gust per la poesia i el nattō.
El 2022, va ser un dels setze organitzadors del cicle Bivac del Centre de Cultura Contemporània de Barcelona, un festival de reflexió i creació juvenil que forma part de la Biennal de Pensament. A més, ha participat d'altres esdeveniments literaris com la Festa de la Poesia de la Mariola, a Alfafara (el Comtat), i el recital Voldries dir la pluja, com a part de l'homenatge a Josep M. Llompart en el festival Barcelona Poesia.
El 2023, va guanyar el IV Certamen Art Jove de poesia Salvador Iborra per l'obra Els enyooors, destacada pel jurat pels girs irònics, els contrastos textuals, l'eclecticisme i la hibridesa formal. En el poemari, tracta de qüestions com la precarietat laboral juvenil i els conceptes de la bellesa i l'amor en temps de «capitalisme hipertrofiat». El 2025, Els enyooors es va adaptar al teatre i es va representar a l'espai dramàtic Dau al Sec de Barcelona, sota la direcció de Tura Torras i amb la música de Lucas Altaba en el marc del cicle de teatre jove Per lo mudable.

## Influències
Ha rebut influències de Matsuo Bashô, Kōbō Abe, Karl Marx, Hélène Cixous, Francesc Fontanella i Joan Maragall, entre d'altres. També s'inspira de la cultura pop, amb referents com Shakira, Núria Feliu i LaFrancesssa i símbols com Google Maps, Vinted i Youtube.

## Vida personal
Viu de sempre al barri del Clot a Barcelona.

## Obra
- Els enyooors (Viena Edicions, 2024)